# متیو کلارک (بازیکن فوتبال، زاده۱۹۹۶)
متیو کلارک (انگلیسی: Matthew Clarke؛ زادهٔ ۲۲ سپتامبر ۱۹۹۶) بازیکن فوتبال اهل بریتانیا است.
از باشگاه‌هایی که در آن بازی کرده‌است می‌توان به باشگاه فوتبال پورتسموث و باشگاه فوتبال ایپسویچ تاون اشاره کرد.